# Лусколобий полоз чорноголовий
Полоз лусколобий чорноголовий (Spalerosophis atriceps) — неотруйна змія з роду Лусколобий полоз родини Вужеві.

## Опис
Загальна довжина сягає 1,5 — 1,8 м. Голова чітко відмежована від шиї, кінчик морди закруглений. Тулуб стрункий. Молоді особини забарвлені у світло-сірі або світло-бурі кольори. Уздовж хребта присятня низка коричневих або темно-бурих більш-менш ромбічних або овальних плям. У дорослих полозів чорна голова з райдужним відливом, тулуб бежевий або помаранчевий з асиметричними чорними плямами на спині.

## Спосіб життя
Полюбляє піщані, глинясті та кам'янисті напівпустелі, ділянки з розрідженою трав'янистою й чагарниковою рослинністю. Активний удень. Ховається у норах гризунів. Харчується гризунами та ящірками.
Це яйцекладна змія. Самиця відкладає до 15 яєць.

## Розповсюдження
Мешкає у Пакистані та на північному заході Індії.